# Grinds tull

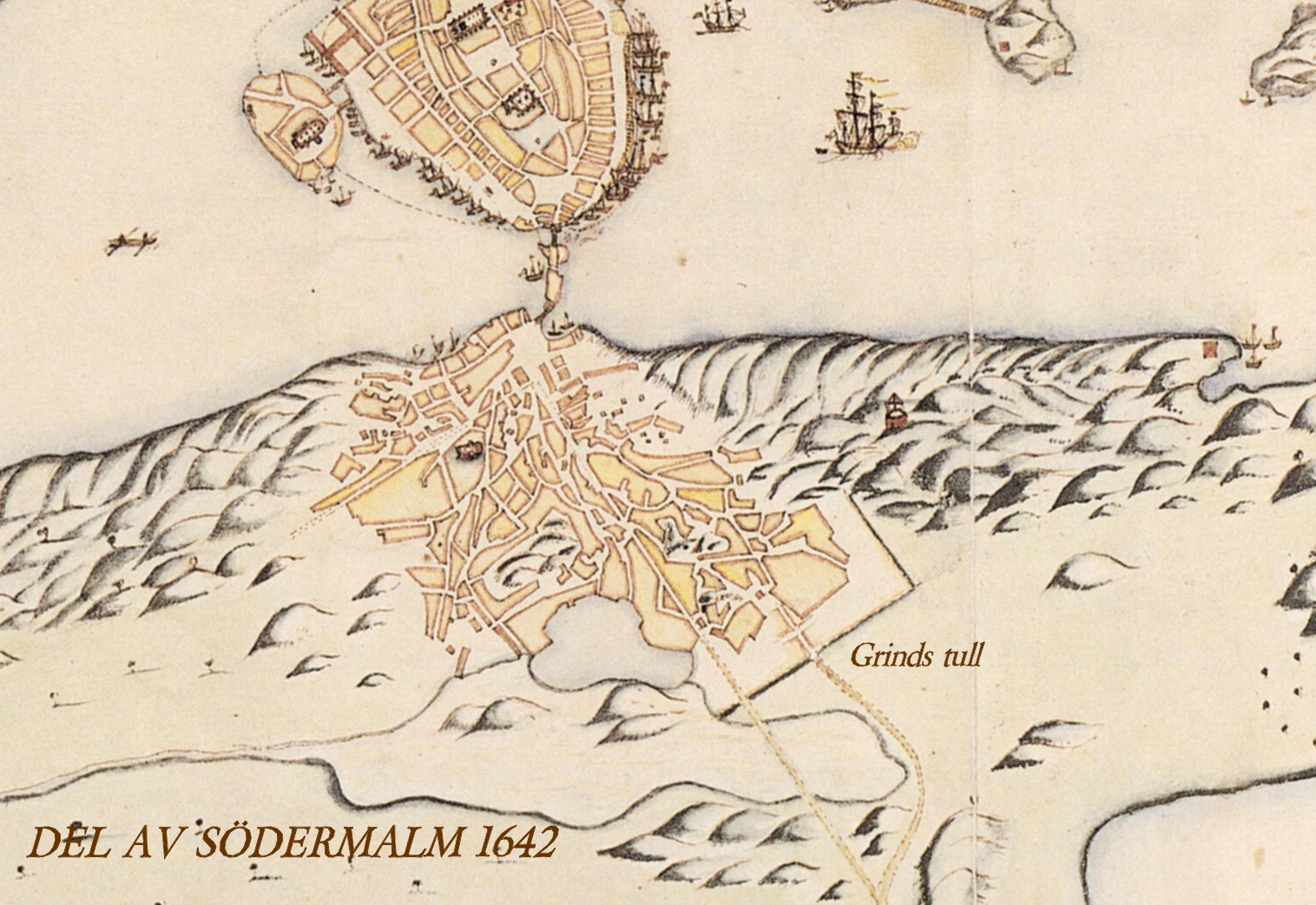
Södermalm på 1640-talet

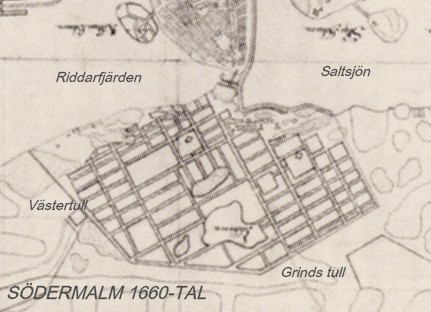
Södermalm på 1660- eller 1670-talet

Grinds tull var en historisk stadstull i Stockholm. Tullen låg vid nuvarande Östgötagatan i höjd med Bondegatan på Södermalm. Tullen var en del av den 1622 beslutade "Lilla tullen" som skulle uttas från svenska städer. Efter 1660 flyttades tullen till Söder skans längre söderut och fick då namnet Skanstull.
Västertull, som låg ungefär vid dagens korsning mellan Ringvägen och Hornsgatan, var den västra tullporten till och från Södermalm fram till 1652. Därefter ersattes Västertull av Hornstull  när en flottbro till Liljeholmen och den "Nya landsvägen" (nuvarande Södertäljevägen) anlades.
Efter år 1622 började Stockholm uppföra ett tullstaket kring stadens norra och södra bebyggelse. En karta från 1642 visar att bebyggelsen på Södermalm inte sträckte sig längre söderut än till sjön Fatburen och dagens Bondegatan.  På samma karta ser man även en antydan till ett rakt tullstaket i trakten öster om Fatburen. Gatunätet är fortfarande det medeltida virrvarr av vägar.
På en Stockholmskarta från 1660/70-talet är tullstaketet runt Södermalm fullbordat och gaturegleringen genomförd (observerar att kartan är ursprungligen sydorienterad och vänd med norr uppåt). Intressant är i detta sammanhang placeringen av de 1622 beslutade tullstaketen. Dessa ingick i en vid cirkel runt malmarna och Ladugårdslandet med samma avstånd från tornet av Slottet Tre Kronor. Formen är en regelbunden polygon helt enligt tidens ideal för stadsplaneringar i renässansens stil. Tullstaketen blev således en del av den tidiga Stadsplaneringen i Stockholm.
Södermalms första tullstaket sträckte sig från Skinnarviksberget i sydvästlig riktning till Västertull, som låg ungefär vid dagens korsning mellan Ringvägen och Hornsgatan, ett område som även kallas Hornskroken. Sedan fortsatte staketet söder om Fatburssjön till Grinds tull, som låg ungefär i hörnet mellan nuvarande Östgötagatan (som hette fram till 1885 Tullportsgatan) och Bondegatan. Öster om Grinds tull böjde staketet av i rät vinkel norrut, passerade Danviks tull, några kvarter öster om Katarina kyrka, och slutade på Katarinabergets höjd. På 1642 års karta redovisas två portar i tullstaketet, den ostligare anses vara Grinds tull. På kartan från 1660-talet visas dock Grinds tull där Göta landsväg (numera Götgatan) lämnade staden.
Efter år 1660 hade Södermalms bebyggelse överskridit tullstaketet och tullstationen flyttades till Södermalms sydligaste spets där det fanns en nyanlagd befästning (Söder skans), tullen fick därför heta Skanstull. Här passerade Göta landsväg det smala näs mellan Årstaviken och Hammarby sjö.